# Lantis Festival
Lantis Festival（日语：ランティス祭り），為日本Lantis主辦的大型動漫音樂演唱會活動之名稱。

## 概要
Lantis Festival為Lantis週年紀念活動之一，由旗下的歌手、聲優、團體、作詞家、作曲家和合作單位所進行的大型演唱會活動。
在2009年舉辦了10週年紀念活動，以及之後在2014年以及2015年、為了慶祝15週年的以及海外公演的舉辦。

## 2009年
活動正式名稱為。為了慶祝公司成立10週年，在2009年9月26日・27日於日本山梨縣富士急高原樂園舉辦。於12月19日在澀谷Shibuya O-EAST舉辦後夜祭。
為了宣傳10週年慶祝企劃，於2009年4月至9月期間在埼玉電視台製作播出『Run Run LAN!』節目、共26回。之後也於12月放送了一小時的特別節目。
舉辦時間、地點
- 9月26日・27日主活動：富士急高原樂園（山梨縣）
- 12月19日後夜祭：Shibuya O-EAST（東京都）

組織
全部企劃製作：Lantis、協力製作：Grand-Slam。
活動團隊
- 主辦：サウンドコニファー229実行委員会/文化放送
- 特別贊助：可口可樂
- 營運協助：文化放送發展中心/Hot Stuff Promotion

後夜祭
- 主辦：文化放送
- 協辦：Lantis

相關節目
- 2009年8月22日〜2009年9月19日、於文化放送A&G 超RADIO SHOW〜アニスパ!〜（日语：A&G 超RADIO SHOW〜アニスパ!〜）中以節目名進行放送。
- 2009年12月29日01:00 - 02:00、於琦玉電視台播出特別節目。

相關CD
- Lantis 10th anniversary Best

書籍
- 2009年12月18日由SHUFUNOTOMO（日语：主婦の友社）出版。

得獎
- 第39回富士產經集團廣告獎（日语：フジサンケイグループ広告大賞） 活動部門 優秀賞

## 2014年
活動正式名稱為。Lantis創立15週年紀念，以和平的「和(wa)」、透過歌曲連接起來的「輪(wa)」、充滿著驚喜的「(wa)」多重涵義組成的為主題，在2014年7月至11月於日本的關東、關西、東海、東北4個地方舉行了9場國內巡迴的演出。
此外，關東公演是日本最大的動漫歌曲演唱會-「Tokyo Anime Park」企劃的一部分，以「TOKYOアニメパーク 15th Anniversary Live ランティス祭り 2014」為名舉辦；東北公演則是作為2012和2013年開始在東北地區進行的311大地震災後重建應援演唱會「みちのくアニソンフェス」的後繼-舉辦。
組織
全公演共通
- 企劃：Lantis
- 製作：Lantis/萬代南夢宮 現場創意/Grand-Slam
- 贊助：uP!!!/JOYSOUND/萬普/e+(eplus)/UFI FUTECH
- 協力：安利美特/近畿日本ツーリスト

東海公演
- 主辦：Lantis Festival 2014實行委員會/愛知電視台/SUNDAY FOLK FRONT
- 協辦：東海廣播電台/FM 愛知

大阪公演
- 主辦：Lantis Festival 2014實行委員會/MBS/キョードー関西
- 協辦：FM 大阪/關西廣播

關東公演
- 主辦：Tokyo Anime Park實行委員會/Lantis Festival 2014實行委員會/文化放送/日刊體育新聞/BS富士/キョードー横浜
- 協辦：FM東京/日本放送

東北公演
- 主辦：Lantis Festival 2014實行委員會/仙台放送/GIP
- 協辦：福島電視台/岩手可愛電視台/櫻桃電視台/Date FM/FM 山形/FM 福島

舉辦時間、地點
- 7月19日・20日 東海公演 長島溫泉樂園草坪廣場（三重縣）
- 7月26日・27日 關西公演 萬博紀念公園楓葉河草坪廣場（大阪府）
- 9月13日 - 15日 關西公演 潮風公園太陽廣場（東京都）
- 11月15日・16日 東北公演 仙臺XEBIO競技場（日语：ゼビオアリーナ仙台）（宮城縣）

相關節目
- 在2013年6月1日於FM東京的「週日特別[10]」時間中、以特別節目為名進行放送。
- 在2014年11月2日19:00 - 23:00的富士電視NEXT Live Premium（日语：フジテレビNEXT）中，將關東公演的剪輯收錄以「TOKYOアニメパーク 15th Anniversary Live ランティス祭り 2014」為名放送。

主題曲
「Starting STYLE!!」
作詞 - 畑亜貴 / 作曲 - 黒須克彦 / 編曲 - 黒須克彦・長田直之
歌 - Lantis 的各位（偶像大師 百萬人演唱會！、AiRI、ASUKA、麻生夏子、渥美佐織、安娜貝爾、ALI PROJECT、飯塚雅弓、石田燿子、伊藤加奈惠、伊藤真澄、ULTRA-PRISM、遠藤會、大橋彩香、緒方惠美、小野賢章、小野大輔、OLDCODEX、喜多修平、CooRie、GRANRODEO、Minami、佐咲紗花、佐藤裕美、ZAQ、白石稔、JAM Project、新谷良子、SCREEN mode、鈴村健一、StylipS、STAR☆ANIS、STEREO DIVE FOUNDATION、sphere、Ceui、田所梓、茅原實里、ChouCho、寺島拓篤、TRUE、nano.RIPE、橋本美雪、畑亞貴、速水獎、前山田健一、fhána、飛蘭、真崎エリカ、marble、美鄉秋、µ's（LoveLive!）、milktub、森久保祥太郎、結城愛良、eufonius、妖精帝國、yozuca*、Larval Stage Planning）
相關活動
- Lantis Festival舉辦紀念的免費Talk Show跟迷你演唱會。2014年4月19日的福岡場 - 5月25日的大阪場・8月19日千歳場以為名、6月7日池袋場以為名舉辦。
  - 4月19日 福岡天神ビブレ（日语：VIVRE HALL）
  - 4月20日 安利美特廣島店5樓活動空間
  - 5月10日 東京巨蛋城 LaQua Garden stage
  - 5月25日 阿倍野 Q's Mall（日语：あべのキューズタウン）
  - 6月7日 中池袋公園特設舞台
    - 作為「」的一環舉辦。[11]

  - 8月19日 新千歲機場國內航站樓二樓中心廣場
    - 作為「新千歲機場動漫市集2014」的一環舉辦。[12]

## 2015年
作為2014年開始的15週年紀念活動、海外巡迴公演的「Anisong World Tour〜Lantis Festival 2015〜」開始舉辦，官方在宣傳影片上公佈海外活動預告。2014年7月20日（東海公演第二天），宣佈主辦場次包括新加坡、台北、首爾、香港、拉斯維加斯等地。並於9月14日（關東公演第二天）公布了大部分的海外場次舉辦地點。
其中拉斯維加斯公演是作為當地動漫活動「OTAKON VEGAS」的一部分、香港公演作為當地動漫活動「C3 in Hong Kong」的一部分舉行。此外，台北公演也在日本的35家、香港的1家電影院進行了現場轉播。
組織
全部企劃製作：Grand-Slam
新加坡公演
- 主辦單位：Lantis Co.Ltd./BANDAI NAMCO Live Creative Inc./AMUSE Inc.
- 製作單位：Amuse Entertainment Singapore

香港公演
- 主辦單位：Amuse Hong Kong/Lantis/BANDAI NAMCO Live Creative Inc./AMUSE INC.
- 製作單位：Grand-Slam

台北公演
- 主辦單位：Amuse Hong Kong/Lantis/BANDAI NAMCO Live Creative Inc./雅慕斯娛樂股份有限公司
- 製作單位：Grand-Slam

舉辦時間、地點
- 1月16日・17日 拉斯維加斯公演 The Joint（英语：The Joint (music venue)）
- 2月7日・8日 香港公演 香港會議展覽中心 展覽廳 3G
- 3月28日 新加坡公演 星宇表演藝術中心
- 4月4日・5日 首爾公演 AX-KOREA（朝鲜语：악스코리아）
- 4月11日・12日 上海公演 上海國際體操中心
- 4月18日・19日 台北公演 台北世界貿易中心

相關活動
〜Anisong World Tour〜 Lantis Festival 2015 in Hong Kong 前夜祭
- 2月6日 香港會議展覽中心 展覽廳 B・C・D（作為「C3 in Hong Kong」活動的一部分）

## 外部連結
- Lantis Festival 2009（2010年於網際網路檔案館上建立的存檔）
- Lantis Festival 2014 （页面存档备份，存于）（2014年活動網站）
- ANISONG WORLD TOUR 2015 LANTIS FESTIVAL （页面存档备份，存于）（2015年活動網站）